# Сан-Марино на літніх Олімпійських іграх 1992
Сан-Марино брало участь у Літніх Олімпійських іграх 1992 року у Барселоні (Іспанія), але не завоювало жодної медалі. Країну представляли 17 спортсменів.

## Результати змагань

### Стрільба з лука
- Паоло Тура
Розстановочний раунд: 73 місце

### Дзюдо
- Альберто Франчіні
суперлегка вага: 17 місце

### Легка атлетика
- Домінік Канті
Біг на 100 метрів: попередні забіги
Естафета 4 по 100 метрів: попередні забіги

- Альдо Канті
Біг на 200 метрів: попередні забіги
Естафета 4 по 100 метрів: попередні забіги

- Ґаєн Луїджі Масіна
Марафон: 66 місце

- Нікола Сельва
Естафета 4 по 100 метрів: попередні забіги

- Манліо Молінарі
Естафета 4 по 100 метрів: попередні забіги

### Велоспорт
- Ґуїдо Фрісоні
Шосейні велоперегони: DNF

### Стрільба
- Джуліано Сечоллі
Пневматична гвинтівка: 44 місце

- Франческо Амісі
Трап: 21 місце

### Плавання
- Філіппо Піва
50 метрів вільним стилем: 66 місце

- Роберто Пелландра
50 метрів вільним стилем: 67 місце

- Даніеле Касадей
200 метрів вільним стилем: 52 місце

- Данило Заволі
100 метрів брасом: 50 місце
200 метрів брасом: 47 місце

- Сара Касадей
Жінки, 50 метрів вільним стилем: 49 місце

### Теніс
Парний розряд: 17 місце
- Крістіан Форчелліні
- Ґабріель Франчіні